# Альбатрос антиподський
Альбатрос антиподський (Diomedea antipodensis) — великий морський птах родини альбатросових (Diomedeidae). Спочатку (в 1992 році) був класифікований як підвид мандрівного альбатроса (Diomedea exulans), а в 1998 його статус був піднятий до виду, хоча ця зміна визнається не всіми орнітологами. Дослідження мітохондріальної ДНК і мікросателітів групи видів мандрівного альбатроса, проведені в 2004 році, підтримали виділення до окремого виду. Альбатрос антиподів менший за мандрівного альбатроса та під час гніздування має переважно буре оперення, за рештою ознак два види дуже подібні.